# Arsène Wenger
Arsène Charles Ernest Wenger, noto semplicemente come Arsène Wenger (Strasburgo, 22 ottobre 1949), è un dirigente sportivo, ex allenatore di calcio ed ex calciatore francese, di ruolo centrocampista. Il 13 novembre 2019 è stato nominato responsabile dello sviluppo mondiale del calcio dalla FIFA.
Ritenuto uno dei migliori allenatori della storia del calcio inglese, ha legato il proprio nome e la maggior parte della sua carriera alla squadra inglese dell'Arsenal, con cui è stato sotto contratto dal 1º ottobre 1996 al 30 giugno 2018 e di cui è il tecnico più longevo e vincente di tutti i tempi. È uno dei tre allenatori non britannici, insieme all'italiano Carlo Ancelotti e allo spagnolo Pep Guardiola, ad aver centrato il double in Inghilterra, ovvero ad aver vinto la Premier League e la FA Cup nella medesima stagione sportiva (1997-1998 e 2001-2002); è inoltre il tecnico che ha vinto più volte la FA Cup (7) e l'unico ad aver concluso il campionato inglese senza perdere neanche una partita in una stagione (2003-2004).
Wenger è noto per essere stato un grande scopritore di talenti e per la sua capacità di valorizzare notevolmente i giocatori con cui lavorava; a tal proposito, nel 1988 portò al Monaco l'attaccante liberiano George Weah, che nel 1995 vinse il World Player of the Year ed il Pallone d'Oro. Durante la sua carriera all'Arsenal rese atleti di caratura mondiale numerosi calciatori all'epoca ancora giovani e relativamente sconosciuti, tra cui Patrick Vieira, Thierry Henry, Kolo Touré, Cesc Fàbregas, Emmanuel Eboué e Robin van Persie. In particolare la difesa, che nella stagione 2005-2006 stabilì un nuovo record di imbattibilità nella fase finale della Champions League (10 partite su 13 senza subire gol), era costata in tutto solo cinque milioni di euro.
A titolo statistico, Wenger è l'unico allenatore della storia ad aver perso almeno una finale di tutte le tre maggiori competizioni UEFA per club: la Coppa delle Coppe (1991-1992), la Coppa UEFA (1999-2000) e la Champions League (2005-2006).
È inoltre il terzo allenatore per numero di panchine in Champions League (188) dietro ad Alex Ferguson e Carlo Ancelotti.

## Biografia
Nato il 22 ottobre 1949 a Strasburgo, è figlio di Alphonse Wenger, commerciante e possessore di un bistrot e di una rivendita di pezzi di ricambio per automobili, e Louise Metz, le cui famiglie si erano stabilite da molte generazioni a Duttlenheim, villaggio (all'epoca) di 1 400 abitanti dell'Alsazia a una ventina di chilometri da Strasburgo. Ha un fratello e una sorella maggiori e ha trascorso l'infanzia a Duttlenheim.
Avvicinatosi al calcio già da bambino, trascorreva molto tempo a giocare a pallone (iniziando all'età di 6 anni) o a guardare le partite alla TV nel bistrot dei genitori, che era il luogo di ritrovo del FC Duttlenheim, squadra allenata dal padre. In seguito ha iniziato a seguire anche il calcio tedesco, divenendo simpatizzante del Borussia M'gladbach.

## Carriera

### Giocatore
La carriera da calciatore di Wenger non fu particolarmente notevole. Data l'altezza elevata (191 cm), iniziò come difensore o libero in alcune squadre dilettantistiche, mentre proseguiva gli studi all'Università Robert Schuman, dove conseguì la laurea specialistica in economia nel 1974.
Dopo aver giocato con Mulhouse e Pierrots Strasburgo, diventò professionista, debuttando con lo Strasburgo in una partita contro il Monaco. Collezionò 3 presenze con lo Strasburgo che vinse il campionato francese nel 1979. Nel 1981 ottenne il patentino di allenatore e fu nominato allenatore della squadra giovanile dello Strasburgo.

### Allenatore

#### Gli inizi in Francia e Giappone
Dopo un'infelice esperienza al Nancy, la carriera da allenatore di Wenger decollò quando divenne il tecnico del Monaco nel 1987. Nel 1988 vinse il campionato francese e nel 1991 la Coppa di Francia, avvalendosi dell'apporto di campioni del calibro di Glenn Hoddle, George Weah e Jürgen Klinsmann. Wenger rifiutò le offerte ricevute dal Bayern Monaco e dalla nazionale francese, promettendo fedeltà al Monaco, ma nel 1995 fu esonerato dopo aver iniziato male il campionato. Nei 18 mesi successivi allenò con successo il Nagoya Grampus Eight, squadra della J League giapponese, con cui vinse la prestigiosa Coppa dell'Imperatore e che condusse al secondo posto finale in campionato dopo che all'assunzione dell'incarico il Nagoya si trovava al terzultimo posto.

#### Arsenal
Già dal 1988, Wenger era in rapporti di amicizia con il vicepresidente dell'Arsenal David Dein, che aveva incontrato per la prima volta in occasione di una partita tra Arsenal e QPR. Dopo le dimissioni di Bruce Rioch il 16 agosto 1996, la stampa inglese dava per certo l'arrivo di Wenger sulla panchina dell'Arsenal. Fu Gérard Houllier, all'epoca direttore tecnico della Federazione calcistica francese, a consigliare l'ingaggio di Wenger a Dein nell'estate 1996. L'Arsenal ufficializzò il raggiungimento dell'intesa tra le parti il 22 settembre e Wenger prese le redini della squadra il 1º ottobre, primo allenatore dell'Arsenal a non essere originario della Gran Bretagna o dell'Irlanda. Sebbene fosse stato candidato come potenziale direttore tecnico della Federazione calcistica inglese, era relativamente sconosciuto in Inghilterra.

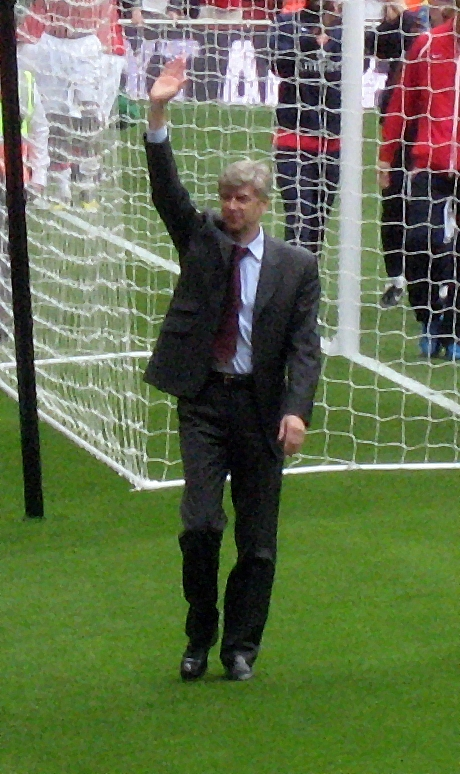
Wenger nel 2007

Ancor prima di prendere formalmente il controllo della squadra, Wenger aveva iniziato a cercare di modellarla secondo i propri voleri, caldeggiando l'acquisto dei centrocampisti francesi Patrick Vieira e Rémi Garde. L'esordio sulla panchina della compagine londinese si concluse con una vittoria per 2-0 contro i Blackburn il 12 ottobre 1996. Nella prima stagione con il club ottenne il terzo posto e fallì la qualificazione in Champions League per la differenza reti.
Nella sua seconda stagione in Inghilterra, nel 1997-1998, condusse l'Arsenal al double, vincendo sia la Premiership sia la FA Cup. Si trattò del secondo double nella storia della società, arrivato a conclusione di un'annata molto soddisfacente: in campionato l'Arsenal rimontò 12 punti di distacco dalla vetta della classifica e riuscì ad assicurarsi il titolo con due giornate di anticipo. Fondamentale per il successo fu la solida difesa a quattro composta da Tony Adams, Nigel Winterburn, Lee Dixon e Martin Keown, oltre ai centrocampisti richiesti ed ottenuti da Wenger (Patrick Vieira, Emmanuel Petit e Marc Overmars) e ad un attacco in cui si combinavano bene il diciannovenne francese Nicolas Anelka e il più esperto olandese Dennis Bergkamp.
Le stagioni seguenti non furono ugualmente positive, anche se l'Arsenal sfiorò il successo in varie circostanze. Nel 1998-1999 perse il titolo a beneficio del Manchester Utd per un solo punto e fu estromesso dalla FA Cup dallo stesso Manchester United in semifinale, al replay. Nel 2000 fu sconfitto nella finale della Coppa UEFA dal Galatasaray dopo i calci di rigore e nel 2001 fu battuto dal Liverpool per 2-1 nella finale della FA Cup. Wenger decise così di far acquistare nuovi giocatori: Sol Campbell dal Tottenham, Fredrik Ljungberg, Thierry Henry e Robert Pirès.
I nuovi acquisti necessitarono di un periodo di adattamento, ma assicurarono poi la conquista del secondo double dell'era Wenger, nella stagione 2001-2002. Il momento topico dell'annata fu la penultima partita del campionato contro il Manchester United, che si concluse con una vittoria per 1-0 firmata da Sylvain Wiltord, che diede ai Gunners il titolo. Si trattò del terzo double nella storia dell'Arsenal.

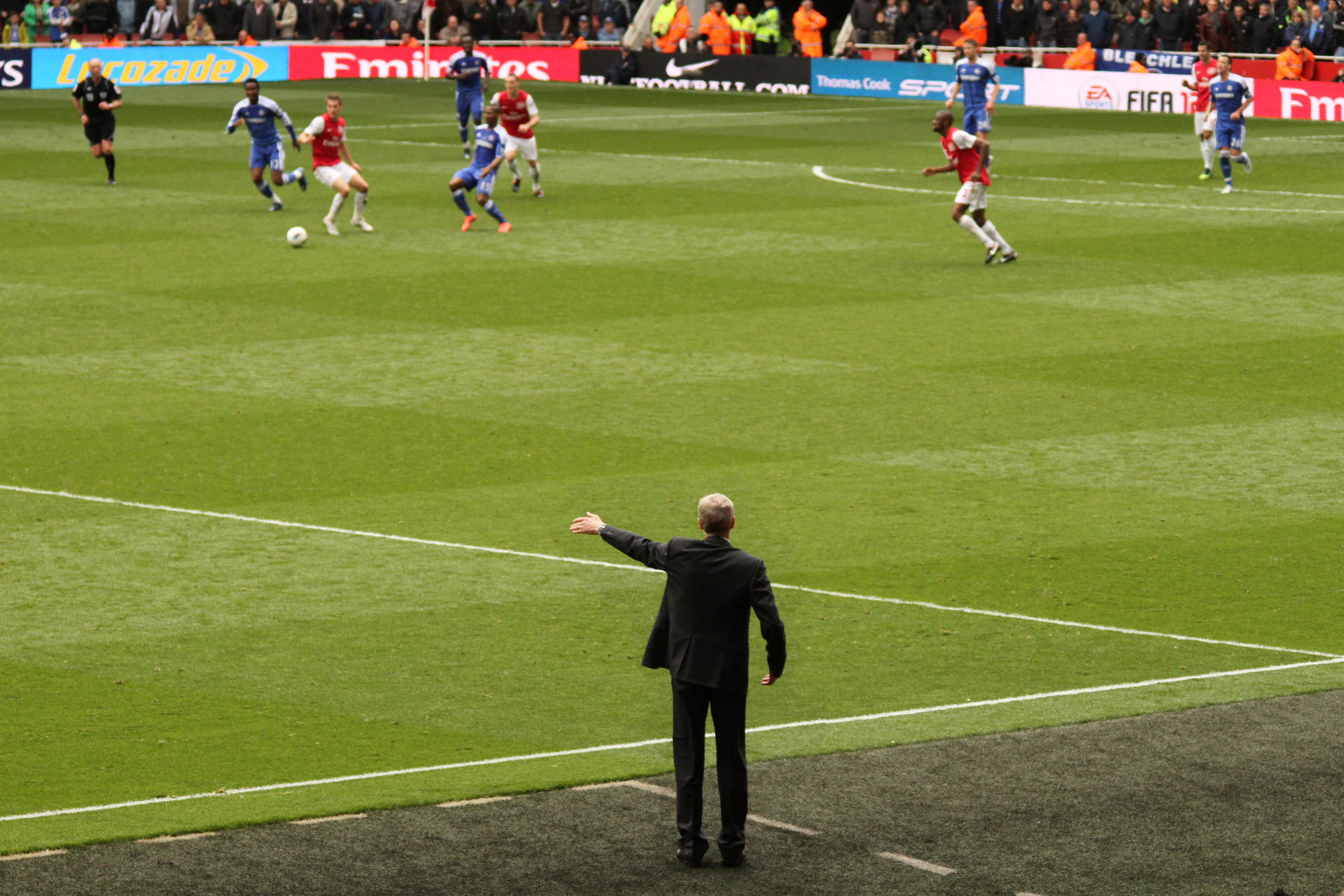
Wenger dà indicazioni ai propri giocatori durante la partita - del 21 aprile 2012.

Nel 2002-2003, dopo un buon inizio di stagione, nel finale di campionato fu ancora il Manchester United ad avere la meglio: nella partita contro il Bolton l'Arsenal dilapidò un vantaggio di due gol e pareggiò per 2-2, prima di arrendersi nella partita casalinga contro il Leeds Utd. La formazione di Wenger si riscattò con il trionfo in Coppa d'Inghilterra.
Nella stagione 2003-2004 l'Arsenal di Wenger conseguì un risultato storico, vincendo la Premier League senza perdere neanche una partita, prima squadra di massima serie a riuscire nell'impresa dopo il Preston N.E. nel 1888-1889. Un anno prima, per ironia della sorte, Wenger era stato oggetto di derisioni per aver dichiarato che l'Arsenal avrebbe potuto terminare una stagione senza essere mai battuto.

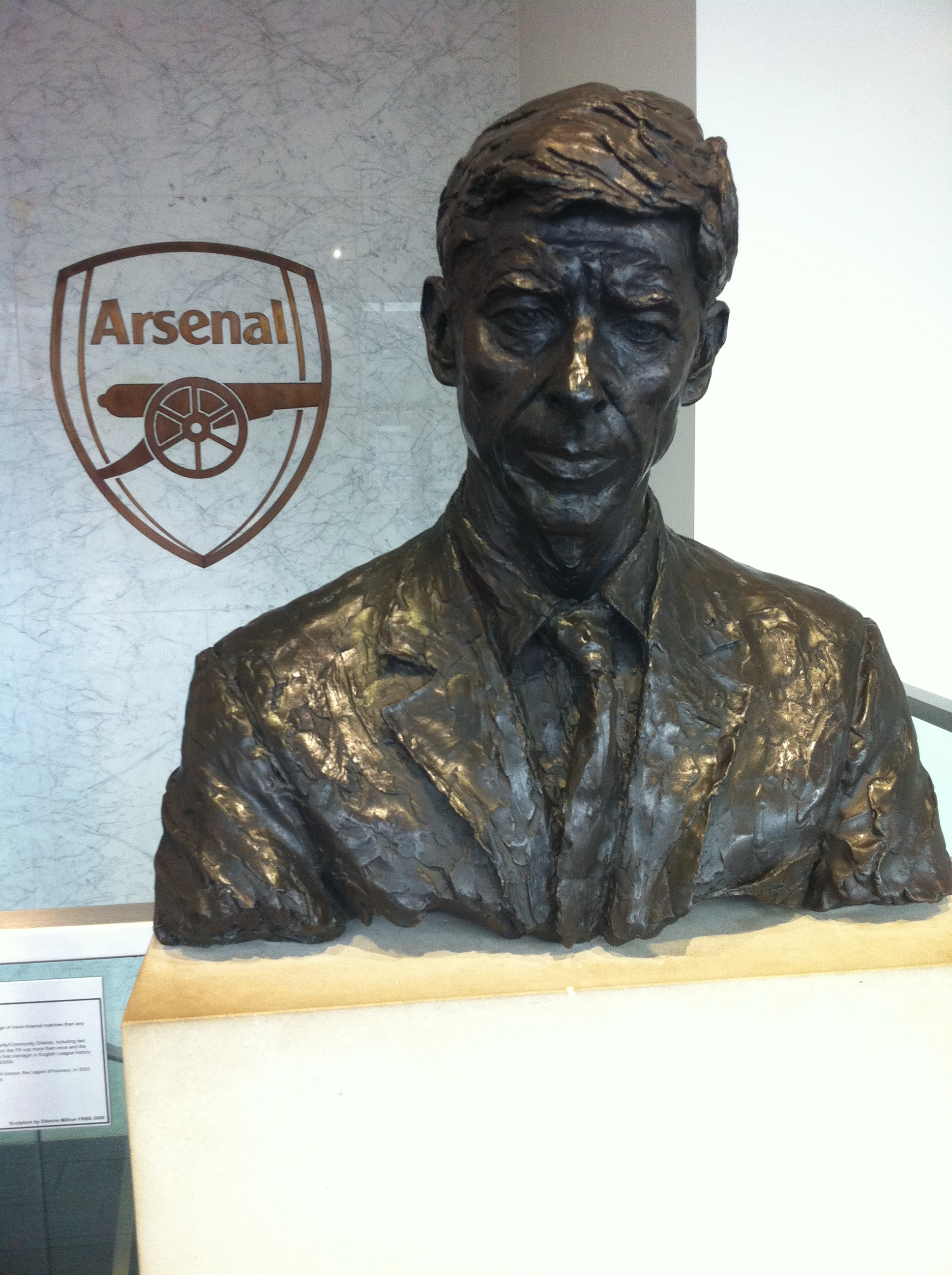
Busto di Wenger all'Emirates Stadium.

Con la vittoria di un'altra FA Cup nel 2004-2005 Wenger diventò l'allenatore con più trofei vinti alla guida dell'Arsenal: tre Premier League e quattro FA Cup. La Champions League continuò, invece, a sfuggirgli: arrivò vicinissimo al traguardo quando l'Arsenal raggiunse la sua prima finale della massima competizione europea nell'edizione del 2005-2006, nella quale però gli inglesi furono sconfitti in rimonta dal Barcellona per 2-1 allo Stade de France di Saint-Denis (da sottolineare che l'Arsenal giocò per quasi tutta la gara in inferiorità numerica, complice l'espulsione del portiere Jens Lehmann al 18º minuto del primo tempo).
Dalla stagione 2005–2006 alla stagione 2012–2013 la squadra non riuscì a vincere alcun trofeo. Questo, per i Gunners, fu il periodo meno vincente dell'era Wenger.
Il 22 marzo 2014 il francese tagliò il traguardo delle 1000 partite alla guida dell'Arsenal in occasione del match esterno contro il Chelsea, terminato con il risultato di 6-0 in favore dei blues di José Mourinho. Due mesi dopo l'Arsenal di Wenger pose fine ad un digiuno di successi durato nove anni, con una nuova vittoria in FA Cup (3-2 in finale contro l'Hull City).
Il 30 maggio 2015 Wenger vinse la sua sesta FA Cup, la seconda di seguito, battendo in finale l'Aston Villa col risultato di 4-0. Tale traguardo lo condusse ad essere primatista, insieme a George Ramsay, di vittorie in FA Cup.
Il 27 maggio 2017 Wenger si aggiudicò la sua settima FA Cup guidando l'Arsenal alla vittoria in finale per 2-1 sul Chelsea. Divenne così l'allenatore che ha vinto più volte il trofeo.
Il 6 agosto 2017 vinse nuovamente la Supercoppa d'Inghilterra battendo ai tiri di rigore il Chelsea (4-1) dopo l'1-1 dei tempi regolamentari. Il 28 dicembre, in occasione di Crystal Palace-Arsenal 2-3, raggiunse Alex Ferguson a quota 810 panchine in Premier League, superandolo tre giorni dopo nella partita pareggiata per 1-1 contro il West Bromwich.
La stagione 2017-2018 fu in chiaro-scuro. La squadra compì un buon percorso in Europa League, dove fu eliminata solo in semifinale dall'Atlético Madrid, ma in campionato rimase ancora una volta fuori dalla zona Champions League, piazzandosi sesta. Già il 20 aprile 2018 Wenger, di comune accordo con la dirigenza della società, aveva annunciato che avrebbe lasciato la panchina dei Gunners nel mese di luglio, dopo quasi 22 anni; a prendere il suo posto è stato lo spagnolo Unai Emery.

#### Dirigente
Il 13 novembre 2019 è stato scelto come responsabile dello sviluppo mondiale del calcio della FIFA.

## Statistiche

### Statistiche da allenatore
Statistiche aggiornate al 13 maggio 2018. In grassetto le competizioni vinte.
| Stagione              | Squadra               | Campionato            | Campionato | Campionato | Campionato | Campionato | Coppe nazionali | Coppe nazionali | Coppe nazionali | Coppe nazionali | Coppe nazionali | Coppe continentali | Coppe continentali | Coppe continentali | Coppe continentali | Coppe continentali | Altre coppe | Altre coppe | Altre coppe | Altre coppe | Altre coppe | Totale | Totale | Totale | Totale | % Vittorie | Piazzamento |
| Stagione              | Squadra               | Comp                  | G          | V          | N          | P          | Comp            | G               | V               | N               | P               | Comp               | G                  | V                  | N                  | P                  | Comp        | G           | V           | N           | P           | G      | V      | N      | P      | %          | Piazzamento |
| --------------------- | --------------------- | --------------------- | ---------- | ---------- | ---------- | ---------- | --------------- | --------------- | --------------- | --------------- | --------------- | ------------------ | ------------------ | ------------------ | ------------------ | ------------------ | ----------- | ----------- | ----------- | ----------- | ----------- | ------ | ------ | ------ | ------ | ---------- | ----------- |
| 1984-1985             | Nancy                 | D1                    | 38         | 13         | 9          | 16         | CF              | 5               | 4               | 0               | 1               | -                  | -                  | -                  | -                  | -                  | -           | -           | -           | -           | -           | 43     | 17     | 9      | 17     | 39,53      | 11º         |
| 1985-1986             | Nancy                 | D1                    | 38+2       | 13+1       | 7+0        | 18+1       | CF              | 1               | 0               | 0               | 1               | -                  | -                  | -                  | -                  | -                  | -           | -           | -           | -           | -           | 41     | 14     | 7      | 20     | 34,15      | 18º         |
| 1986-1987             | Nancy                 | D1                    | 38         | 8          | 13         | 17         | CF              | 1               | 0               | 0               | 1               | -                  | -                  | -                  | -                  | -                  | -           | -           | -           | -           | -           | 39     | 8      | 13     | 18     | 20,51      | 19º (retr.) |
| Totale Nancy          | Totale Nancy          | Totale Nancy          | 114+2      | 34+1       | 29+0       | 51+1       |                 | 7               | 4               | 0               | 3               |                    | -                  | -                  | -                  | -                  |             | -           | -           | -           | -           | 123    | 39     | 29     | 55     | 31,71      |             |
| 1987-1988             | Monaco                | D1                    | 38         | 20         | 12         | 6          | CF              | 3               | 1               | 1               | 1               | -                  | -                  | -                  | -                  | -                  | -           | -           | -           | -           | -           | 41     | 21     | 13     | 7      | 51,22      | 1º          |
| 1988-1989             | Monaco                | D1                    | 38         | 18         | 14         | 6          | CF              | 10              | 4               | 5               | 1               | CC                 | 6                  | 2                  | 1                  | 3                  | -           | -           | -           | -           | -           | 54     | 24     | 20     | 10     | 44,44      | 3º          |
| 1989-1990             | Monaco                | D1                    | 38         | 15         | 16         | 7          | CF              | 1               | 0               | 0               | 1               | CdC                | 8                  | 1                  | 6                  | 1                  | -           | -           | -           | -           | -           | 47     | 16     | 22     | 9      | 34,04      | 3º          |
| 1990-1991             | Monaco                | D1                    | 38         | 20         | 11         | 7          | CF              | 6               | 6               | 0               | 0               | CU                 | 6                  | 3                  | 1                  | 2                  | -           | -           | -           | -           | -           | 50     | 29     | 12     | 9      | 58,00      | 2º          |
| 1991-1992             | Monaco                | D1                    | 38         | 22         | 8          | 8          | CF              | 5               | 3               | 2               | 0               | CdC                | 9                  | 5                  | 3                  | 1                  | -           | -           | -           | -           | -           | 52     | 30     | 13     | 9      | 57,69      | 2º          |
| 1992-1993             | Monaco                | D1                    | 38         | 21         | 9          | 8          | CF              | 3               | 1               | 1               | 1               | CdC                | 4                  | 1                  | 2                  | 1                  | -           | -           | -           | -           | -           | 45     | 23     | 12     | 10     | 51,11      | 3º          |
| 1993-1994             | Monaco                | D1                    | 38         | 14         | 13         | 11         | CF              | 3               | 2               | 1               | 0               | UCL                | 11                 | 5                  | 2                  | 4                  | -           | -           | -           | -           | -           | 52     | 21     | 16     | 15     | 40,38      | 9º          |
| ago.-set. 1994        | Monaco                | D1                    | 9          | 2          | 2          | 5          | -               | -               | -               | -               | -               | -                  | -                  | -                  | -                  | -                  | -           | -           | -           | -           | -           | 9      | 2      | 2      | 5      | 22,22      | Eson.       |
| Totale Monaco         | Totale Monaco         | Totale Monaco         | 275        | 132        | 85         | 58         |                 | 31              | 17              | 10              | 4               |                    | 44                 | 17                 | 15                 | 12                 |             |             |             |             |             | 350    | 166    | 110    | 74     | 47,43      |             |
| 1995                  | Nagoya Grampus        | J1                    | 52         | 32         | 0          | 20         | CG              | 5               | 5               | 0               | 0               | -                  | -                  | -                  | -                  | -                  | -           | -           | -           | -           | -           | 57     | 37     | 0      | 20     | 64,91      | 2º          |
| 1996                  | Nagoya Grampus        | J1                    | 21         | 15         | 0          | 6          | JLC             | 14              | 2               | 4               | 8               | -                  | -                  | -                  | -                  | -                  | SG          | 1           | 1           | 0           | 0           | 36     | 18     | 4      | 14     | 50,00      | Risol.      |
| Totale Nagoya Grampus | Totale Nagoya Grampus | Totale Nagoya Grampus | 73         | 47         | 0          | 26         |                 | 19              | 7               | 4               | 8               |                    |                    |                    |                    |                    |             | 1           | 1           | 0           | 0           | 93     | 55     | 4      | 34     | 59,14      |             |
| set. 1996-1997        | Arsenal               | PL                    | 30         | 14         | 9          | 7          | FACup+CdL       | 3+3             | 1+1             | 1+1             | 1+1             | -                  | -                  | -                  | -                  | -                  | -           | -           | -           | -           | -           | 36     | 16     | 11     | 9      | 44,44      | Sub., 3º    |
| 1997-1998             | Arsenal               | PL                    | 38         | 23         | 9          | 6          | FACup+CdL       | 9+5             | 4+4             | 5+0             | 0+1             | CU                 | 2                  | 0                  | 1                  | 1                  | -           | -           | -           | -           | -           | 54     | 31     | 15     | 8      | 57,41      | 1º          |
| 1998-1999             | Arsenal               | PL                    | 38         | 22         | 12         | 4          | FACup+CdL       | 7+2             | 5+1             | 1+0             | 1+1             | UCL                | 6                  | 2                  | 2                  | 2                  | CS          | 1           | 1           | 0           | 0           | 54     | 31     | 15     | 8      | 57,41      | 2º          |
| 1999-2000             | Arsenal               | PL                    | 38         | 22         | 7          | 9          | FACup+CdL       | 3+2             | 1+1             | 2+1             | 0+0             | UCL+CU             | 6+9                | 2+6                | 2+2                | 2+1                | CS          | 1           | 1           | 0           | 0           | 59     | 33     | 14     | 12     | 55,93      | 2º          |
| 2000-2001             | Arsenal               | PL                    | 38         | 20         | 10         | 8          | FACup+CdL       | 6+1             | 5+0             | 0+0             | 1+1             | UCL                | 14                 | 7                  | 3                  | 4                  | -           | -           | -           | -           | -           | 59     | 32     | 13     | 14     | 54,24      | 2º          |
| 2001-2002             | Arsenal               | PL                    | 38         | 26         | 9          | 3          | FACup+CdL       | 7+3             | 6+2             | 1+0             | 0+1             | UCL                | 12                 | 5                  | 1                  | 6                  | -           | -           | -           | -           | -           | 60     | 39     | 11     | 10     | 65,00      | 1º          |
| 2002-2003             | Arsenal               | PL                    | 38         | 23         | 9          | 6          | FACup+CdL       | 7+1             | 6+0             | 1+0             | 0+1             | UCL                | 12                 | 4                  | 5                  | 3                  | CS          | 1           | 1           | 0           | 0           | 59     | 34     | 15     | 10     | 57,63      | 2º          |
| 2003-2004             | Arsenal               | PL                    | 38         | 26         | 12         | 0          | FACup+CdL       | 5+5             | 4+2             | 0+1             | 1+2             | UCL                | 10                 | 5                  | 2                  | 3                  | CS          | 1           | 0           | 1           | 0           | 59     | 37     | 16     | 6      | 62,71      | 1º          |
| 2004-2005             | Arsenal               | PL                    | 38         | 25         | 8          | 5          | FACup+CdL       | 7+3             | 4+2             | 3+0             | 0+1             | UCL                | 8                  | 3                  | 4                  | 1                  | CS          | 1           | 1           | 0           | 0           | 57     | 35     | 15     | 7      | 61,40      | 2º          |
| 2005-2006             | Arsenal               | PL                    | 38         | 20         | 7          | 11         | FACup+CdL       | 2+5             | 1+3             | 0+1             | 1+1             | UCL                | 13                 | 8                  | 4                  | 1                  | CS          | 1           | 0           | 0           | 1           | 59     | 32     | 12     | 15     | 54,24      | 4º          |
| 2006-2007             | Arsenal               | PL                    | 38         | 19         | 11         | 8          | FACup+CdL       | 5+6             | 2+4             | 2+1             | 1+1             | UCL                | 10                 | 5                  | 3                  | 2                  | -           | -           | -           | -           | -           | 59     | 30     | 17     | 12     | 50,85      | 4º          |
| 2007-2008             | Arsenal               | PL                    | 38         | 24         | 11         | 3          | FACup+CdL       | 3+5             | 2+3             | 0+1             | 1+1             | UCL                | 12                 | 7                  | 3                  | 2                  | -           | -           | -           | -           | -           | 58     | 36     | 15     | 7      | 62,07      | 3º          |
| 2008-2009             | Arsenal               | PL                    | 38         | 20         | 12         | 6          | FACup+CdL       | 6+3             | 4+2             | 1+0             | 1+1             | UCL                | 14                 | 7                  | 3                  | 4                  | -           | -           | -           | -           | -           | 61     | 33     | 16     | 12     | 54,10      | 4º          |
| 2009-2010             | Arsenal               | PL                    | 38         | 23         | 6          | 9          | FACup+CdL       | 2+3             | 1+2             | 0+0             | 1+1             | UCL                | 12                 | 7                  | 2                  | 3                  | -           | -           | -           | -           | -           | 55     | 33     | 8      | 14     | 60,00      | 3º          |
| 2010-2011             | Arsenal               | PL                    | 38         | 19         | 11         | 8          | FACup+CdL       | 6+6             | 3+4             | 2+0             | 1+2             | UCL                | 8                  | 5                  | 0                  | 3                  | -           | -           | -           | -           | -           | 58     | 31     | 13     | 14     | 53,45      | 4º          |
| 2011-2012             | Arsenal               | PL                    | 38         | 21         | 7          | 10         | FACup+CdL       | 3+3             | 2+2             | 0+0             | 1+1             | UCL                | 10                 | 6                  | 2                  | 2                  | -           | -           | -           | -           | -           | 54     | 31     | 9      | 14     | 57,41      | 3º          |
| 2012-2013             | Arsenal               | PL                    | 38         | 21         | 10         | 7          | FACup+CdL       | 4+3             | 2+2             | 1+1             | 1+0             | UCL                | 8                  | 4                  | 1                  | 3                  | -           | -           | -           | -           | -           | 53     | 29     | 13     | 11     | 54,72      | 4º          |
| 2013-2014             | Arsenal               | PL                    | 38         | 24         | 7          | 7          | FACup+CdL       | 6+2             | 5+0             | 1+1             | 0+1             | UCL                | 10                 | 6                  | 1                  | 3                  | -           | -           | -           | -           | -           | 56     | 35     | 10     | 11     | 62,50      | 4º          |
| 2014-2015             | Arsenal               | PL                    | 38         | 22         | 9          | 7          | FACup+CdL       | 6+1             | 6+0             | 0+0             | 0+1             | UCL                | 10                 | 6                  | 2                  | 2                  | CS          | 1           | 1           | 0           | 0           | 56     | 35     | 11     | 10     | 62,50      | 3º          |
| 2015-2016             | Arsenal               | PL                    | 38         | 20         | 11         | 7          | FACup+CdL       | 5+2             | 3+1             | 1+0             | 1+1             | UCL                | 8                  | 3                  | 0                  | 5                  | CS          | 1           | 1           | 0           | 0           | 54     | 28     | 12     | 14     | 51,85      | 2º          |
| 2016-2017             | Arsenal               | PL                    | 38         | 23         | 6          | 9          | FACup+CdL       | 6+3             | 6+2             | 0+0             | 0+1             | UCL                | 8                  | 4                  | 2                  | 2                  | -           | -           | -           | -           | -           | 55     | 35     | 8      | 12     | 63,64      | 5º          |
| 2017-2018             | Arsenal               | PL                    | 38         | 19         | 6          | 13         | FACup+CdL       | 1+6             | 0+4             | 0+1             | 1+1             | UEL                | 14                 | 8                  | 3                  | 3                  | CS          | 1           | 0           | 1           | 0           | 60     | 31     | 11     | 18     | 51,67      | 6º          |
| Totale Arsenal        | Totale Arsenal        | Totale Arsenal        | 828        | 476        | 199        | 153        |                 | 182             | 115             | 31              | 36              |                    | 216                | 110                | 48                 | 58                 |             | 9           | 6           | 2           | 1           | 1 235  | 707    | 280    | 248    | 57,25      |             |
| Totale carriera       | Totale carriera       | Totale carriera       | 1292       | 690        | 313        | 289        |                 | 240             | 144             | 45              | 51              |                    | 259                | 126                | 63                 | 70                 |             | 10          | 7           | 2           | 1           | 1 801  | 967    | 423    | 411    | 53,69      |             |

### Record
- Record di presenze da allenatore in Premier League (828).[24]
- È uno dei tre allenatori con il maggior numero di qualificazioni agli ottavi di finale in UEFA Champions League/Coppa dei Campioni (17) assieme a Alex Ferguson e Carlo Ancelotti.

## Palmarès

### Giocatore
- Campionato francese: 1

Strasburgo: 1978-1979

### Allenatore

#### Club
- Campionato francese: 1

Monaco: 1987-1988
- Coppa di Francia: 1

Monaco: 1990-1991
- Coppa del Giappone: 1

Nagoya Grampus Eight: 1995
- Supercoppa del Giappone: 1

Nagoya Grampus Eight: 1996
- Campionato inglese: 3

Arsenal: 1997-1998, 2001-2002, 2003-2004
- Coppa d'Inghilterra: 7 (record)

Arsenal: 1997-1998, 2001-2002, 2002-2003, 2004-2005, 2013-2014, 2014-2015, 2016-2017
- Charity/Community Shield: 7

Arsenal: 1998, 1999, 2002, 2004, 2014, 2015, 2017

#### Individuale
- Allenatore dell'anno della J-League: 1

1995
- Allenatore dell'anno della Premier League: 3

1998, 2002, 2004
- Manager dell'anno LMA: 1

2002, 2004
- Onze d'or: 4 (record)

2000, 2002, 2003, 2004
- Allenatore francese dell'anno: 1

2008
- Allenatore del decennio IFFHS: 1[25]

2010